# Christopher Symonds
Christopher B. Symonds (ur. 21 listopada 1973 w Londynie) – ghański triathlonista, kolarz szosowy i lekkoatleta pochodzenia brytyjskiego.
Symonds był pierwszym reprezentantem Ghany w zawodach organizowanych przez Międzynarodową Unię Triathlonu. Jako triathlonista dwukrotnie uczestniczył w mistrzostwach świata w kategorii wiekowej od 30 do 34 lat – w 2006 był 34., a rok później 42. Także dwukrotnie w dyscyplinie tej rywalizował w Igrzyskach Wspólnoty Narodów – w 2006 był 26. w rywalizacji elity, a w 2014 nie ukończył zmagań.
Startuje także w zawodach kolarstwa szosowego. W 2014 w Igrzyskach Wspólnoty Narodów zajął 46. lokatę w jeździe indywidualnej na czas i nie ukończył zmagań w wyścigu ze startu wspólnego. W 2019 wziął udział w mistrzostwach świata, plasując się na 57. pozycji w jeździe indywidualnej na czas elity mężczyzn, będąc najwolniejszym spośród wszystkich startujących. W 2021 po raz drugi wziął udział w mistrzostwach świata, zajmując w jeździe indywidualnej na czas elity mężczyzn 55. lokatę, ponownie będąc ostatnim sklasyfikowanym zawodnikiem.
W 2008 jako lekkoatleta wystartował w mistrzostwach świata w biegach przełajowych, zajmując w rywalizacji seniorów 165. pozycję, ostatnią spośród sklasyfikowanych zawodników.
Symonds urodził się w Londynie i mieszka w Wielkiej Brytanii. W wieku 14 lat rozpoczął treningi lekkoatletyczne w klubie Enfield and Haringey Athletic Club.